# امروز (فیلم ۲۰۱۲)
امروز (فرانسوی: Aujourd'hui‎) فیلمی در ژانر درام است که در سال ۲۰۱۲ منتشر شد. از بازیگران آن می‌توان به ساول ویلیامز اشاره کرد.